# EHMT2
L'EHMT2 [( in inglese Euchromatic istone-lisina N-metiltransferasi 2, noto anche come G9a, è un istone metiltransferasi che nell'uomo è codificato dal gene EHMT2.

## Funzione
Un cluster di geni, BAT1-BAT5, è stato localizzato in prossimità dei geni per il fattore di necrosi tumorale noto anche come TNF α e β. La proteina codificata da questo gene si pensa possa essere coinvolta nelle interazioni intracellulari proteina-proteina . Ci sono tre varianti di trascrizione alternative di questo gene, ma solo due sono completamente note.
Il G9a e l'EHMT1, un altro istone-lisina N-metiltransferasi, catalizza la dimetilizzazione di H3K9me2. G9a è un meccanismo di controllo importante per la regolazione epigenetica nel nucleus accumbens, in particolare durante lo sviluppo di una dipendenza, poiché G9a si oppone all'induzione dell'espressione ΔFosB ed è soppresso dal ΔFosB.  G9a esercita effetti opposti a quello di ΔFosB sui comportamenti legati all'assunzione di droga (come nell'auto-somministrazione) e il rimodellamento sinaptico (ad esempio, l'arborizzazione dendritica) nel nucleus accumbens, e si oppone quindi all'ΔFosB come aumentare la sua espressione.